# وحيدات الخلية المبيضة
وحيدات الخلية المبيضة (الاسم العلمي: Candidimonas) هي جنس من البكتيريا، سلبية الغرام، تتبع فصيلة المقليات.